# Шуйский, Дмитрий Иванович
Князь Дми́трий Ива́нович Шу́йский (ок. 1560—1612) — русский военный деятель, рында, воевода, кравчий, окольничий и боярин во времена правления Ивана IV Васильевича Грозного, Фёдора Ивановича, Бориса Годунова и в Смутное время, брат царя Василия Шуйского.
Из княжеского рода Шуйские. Второй из четырёх сыновей князя Ивана Андреевича Шуйского и Марфы (в иночестве Анна) Фёдоровны (ум. до 1599 года). Имел братьев. князей: Василия, Александра и Ивана по прозванию Пуговка.
После воцарения старшего брата Василия IV Шуйского (1606), не имевшего детей, считался наследником престола.

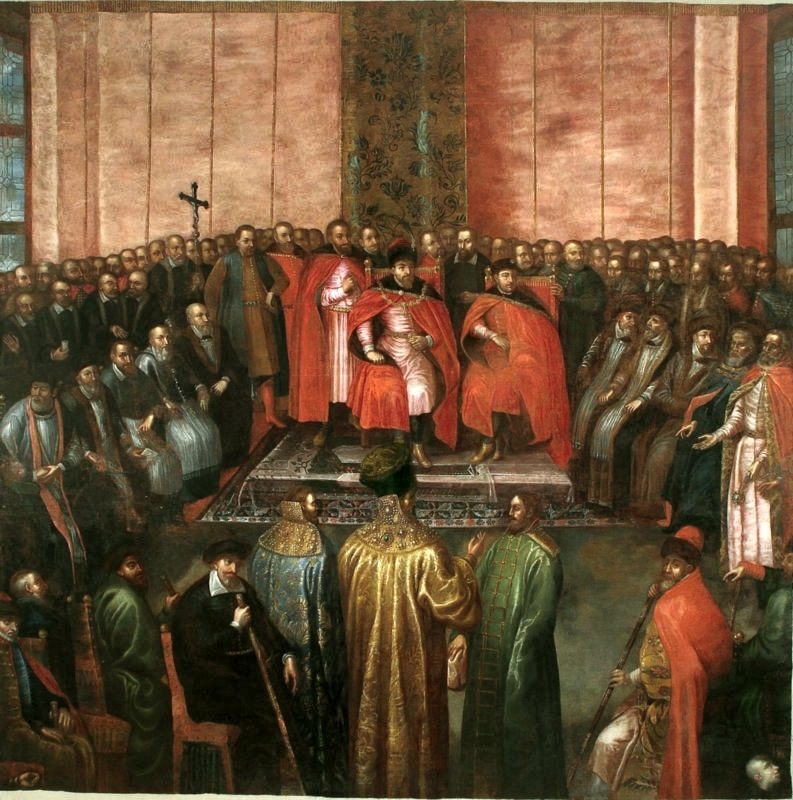
Присяга Шуйских королю Сигизмунду III в Варшаве, 1611 год

## Биография

### Служба Ивану Грозному
В 1572 году, пытаясь оградить своих детей от возможных репрессий, отец женил Дмитрия на дочери опричника Малюты Скуратова — Екатерине Григорьевне, в результате чего Дмитрий стал приходиться свояком будущему царю Борису Годунову.
В 1577 году во время государева похода на Лифляндию оставлен в Новгороде при царевиче Иване.
В 1579 и 1580 годах рында со вторым государевым саадаком в походе против Речи Посполитой и Лифляндии.
В 1580—1586 годах кравчий, пожалован на место Бориса Годунова.
В 1580 году на бракосочетании царя Ивана Грозного с Марией Фёдоровной Нагой, был с Государём в мыльне.
В 1583 году первый рында с топором при представлении Государю польских послов.

### Служба Фёдору Ивановичу
В 1585 году при представлении польских послов сидел в кривой лавке.
В 1586 году пожалован в окольничии и в этом же году в бояре. В 1586—1587 годах воевода в Каргополе. Участвовал в ноябре 1586 года в государевом походе против шведов, а в феврале 1587 года сидел третьим при представлении Государю литовского посла в Столовой палате.
В 1587 году упомянут восьмым при представлении боярам польского посла.
Во время преследования Шуйских Борисом Годуновым с 1587 года находился в ссылке в Шуе.
В 1591 году Годунов, уже не видя опасности в Шуйских, возвращает их в Москву. С тех пор Шуйские в целом вели себя лояльно. В этом же году введён в Боярскую думу, приглашался за государев стол, ходил с братом Александром против крымских татар в Большом полку, находился при Фёдоре Ивановиче Мстиславском и Годунове в Коломенском. При нашествии крымцев на столицу первый осадный воевода в Московском кремле.
В 1593 и 1594 годах неоднократно упомянут среди приглашённых к государеву столу.
В 1596—1597 годах первый воевода Передового полка в Калуге, а потом воевода Царского полка. В 1597 году ведёт местнический спор с князем Иваном Никитичем Одоевским Большим.

### Служба Борису Годунову
В 1598 году второй воевода передового полка в армии Мстиславского в походе к Серпухову по «крымским вестям», приглашался на станах к столу государя. В 1599 году встречал третьим в сенях королевича Густава Шведского, жениха Ксении Годуновой.
В 1600 году первый воевода Передового полка в Дедилово, в 1601 году первый воевода войск правой руки в Крапивне. В июле 1602 года сопровождал царя в Симонов монастырь и Николо-Угрешский монастырь.
В 1603 году упомянут при встрече персидского посла, с которым обедал у царя. В этом же году приглашен за государев стол на Пасху.
В октябре 1604 года по царскому приказу собирает войско для похода к Чернигову и Брянску для отражения войск самозванца вторгшегося в Россию, потом в ноябре первый воевода Большого полка против Лжедмитрия I в Брянске.
В 1605 году первый воевода войск правой руки посланных на помощь к Новгородку-Северскому против самозванца. 21 января в битве под селом Добрыничи с войском самозванца, проявляет нерешительность и даёт возможность польской коннице Адама Дворжицкого прорваться в центр русского войска. Русская артиллерия выправляет положение и обращает поляков в бегство, за разбитие поляков пожалован золотым.

### Смутное время

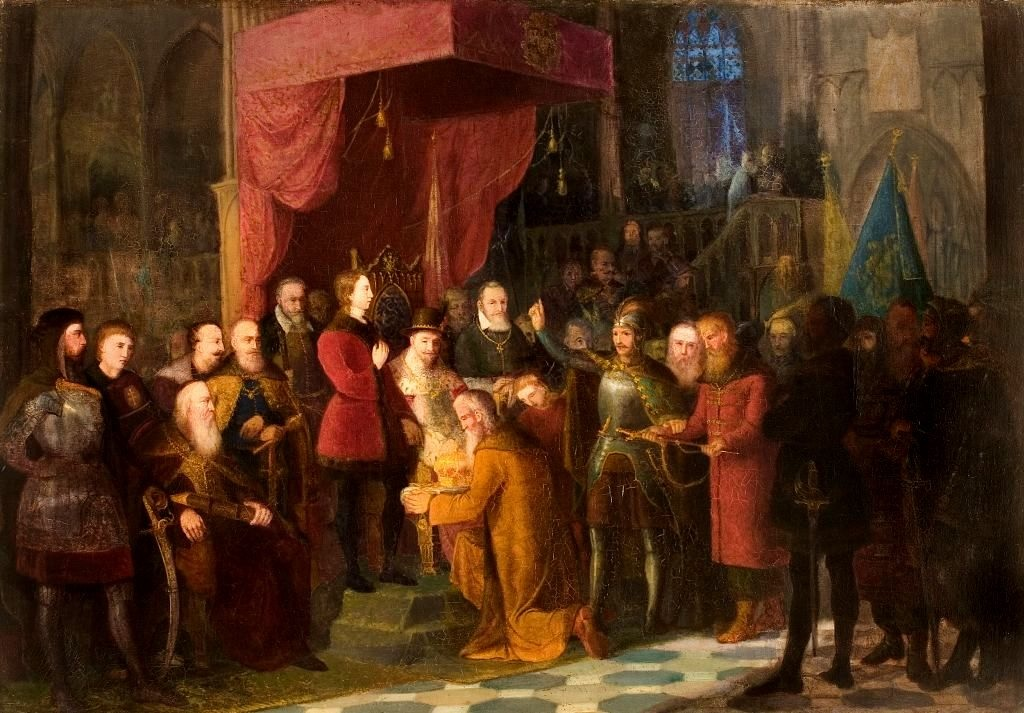
Цари Шуйские перед Сигизмундом III. Картина Яна Матейко

В 1605 году, после смерти царя Бориса, переходит на сторону Лжедмитрия I и встречает его с князем Фёдором Ивановичем Мстиславским в Серпухове, которые поручает ему «лишить его врагов занимаемых ими мест и заключить в неволю Годуновых». 23 июня этого же года схвачен вместе с братьями и взят под стражу по обвинению в заговоре против Лжедмитрия I. По решение Собора осуждён на смерть вместе с братом Василием Ивановичем, но смертная казнь была заменена ссылкой в «Галичские пригородки по темницам», имущество, вотчины и дворы были конфискованы, но вскоре был прощён и возвращён в Москву.
В ноябре этого же года определён третьим советником в Большой совет самозванца и упомянут в числе лиц, которые должны были войти в состав преобразованной Боярской думы по образцу польского сената.
В мае 1606 года на свадьбе Лжедмитрия I и Марины Мнишек первый дружка и сидел третьим против боярынь в большом столе. В этом же году, сразу после свержения Лжедмитрия I определён первым судьёю в приказ Казанского дворца с отменою местничества перед другими боярами и думными дьяками.
Главный воевода в 1606—1610 годах при брате и царе Василии IV Шуйском. Упомянут воеводой при подавлении в 1608 году восстания Болотникова.
В начале 1608 года стоит с войском в Белёве. В мае этого же года командует армией в битве под Болховом, при наступлении войска нового самозванца Лжедмитрия II на Москву, Дмитрий Шуйский в чине первого воеводы войск действовал крайне нерешительно и чересчур осторожно. Его преждевременный приказ отводить «наряд» (артиллерию) вызвал панику в войске и предрешил его разгром, с последующим приходом Лжедмитрия II под Москву и обоснованием в Тушинском лагере. При отведении войск из под Болхова в Орёл встретился с отрядом гетмана Романа Рожинского и в двух дневном бою разбил их.
Отсутствовал во время свадьбы 17 января 1608 года своего брата Василия Шуйского с царицей Марией. На это иностранцы обратили внимание. В «Дневнике Марины Мнишек» описано, как позже некий пан Коморовский писал из Москвы воеводе Юрию Мнишку в ссылку в Ярославле: «Дмитрий Шуйский возвратился, потеряв всякую надежду, из-под Алексина, упрекал царя, что тот женился, говоря: „Ты веселишься, а кровь невинная льется“. Также сказал ему, что уже царствовать тебе осталось недолго, ибо не на кого тебе опереться, а поэтому подумай о себе и о нас, поклониться надо тому, кому царство по справедливости принадлежит». Хотя, вероятней всего, недовольство брата вызвало изменение его положение и потенциальное появление новорожденных наследников.
В 1609 году первый осадный и для вылазок воевода в Москве у Калужских ворот.
В мае 1610 года, после смерти Михаила Скопина-Шуйского, послан первым воеводою к Смоленску против Речи Посполитой, выйдя из Москвы отдал приказ воеводе с полком для занятия и укрепления Царёва Займища, а по исполнении пришел к селу Клушино. В битве 4 июля 1610 года русско-шведское войско под командованием Дмитрия и Якоба Делагарди потерпело страшное поражение от войск гетмана Станислава Жолкевского в битве при Клушине. Имея при себе впятеро большее по размерам войско (около 35 тысяч против 7 тысяч), Дмитрий Шуйский, проявив крайнюю пассивность, был разбит в результате неожиданной атаки польской кавалерии. Русские полки обратились в бегство, шведы смогли продержаться в укреплённом лагере, после чего замирились с противником. В обмен на свой нейтралитет в польско-русской войне шведы получили возможность организованно уйти в новгородские земли, а иностранные наёмники, воевавшие в отряде Делагарди, перешли на сторону Жолкевского. Сам Дмитрий с трудом избежал плена, бросив весь свой багаж, и вернулся в Можайск на крестьянской лошади (его личный конь увяз в болоте во время бегства). После сражения под Клушино, польские войска, усиленные наёмниками и русскими перебежчиками под началом Григория Валуева, беспрепятственно двинулись к Москве, что предопределило свержение Шуйских и польскую оккупацию Москвы.
После падения Василия IV Шуйского и заключения его под стражу 17 июля 1610 года князь Дмитрий Иванович был заточён в Иосифо-Волоцкий монастырь. 31 октября этого же года гетман Станислав Жолкевский, покидая Москву, забирает всех братьев Шуйских в качестве пленников и отвозит под Смоленск. В ноябре этого же года его везут в Гродно, а в июне 1611 года после взятия Смоленска, польский король Сигизмунд III решает забрать их с собой в Польшу. Здесь князь Дмитрий Иванович с братом Василием находятся под стражей в Гостынском замке.
Князь Дмитрий Иванович, как и его жена (ум. 15 ноября 1612 года) и брат Василий Иванович (ум. 12 сентября 1612 году), умер в плену (17 сентября 1612 года) заключенными в замке. Первоначально был погребён там же перед воротами замка с братом и очевидно, что с женою. В 1620 году торжественно прах перенесён с братом, царём Василием Ивановичем в специально построенный мавзолей, где на его росписи были победы польских войск приведших к пленению Шуйских.
В 1635 году, после заключения мира с Речью Посполитой, по просьбе царя Михаила Фёдоровича, тела умерших торжественно перевезли в Россию. Царь Василий Иванович был погребён в Архангельском соборе в Московского кремля, а князь Димитрий Иванович с женой: «16 июня 1635 г. патриарх отпевал и погребал их у церкви Николая Чудотворца, на Старом Ваганькове». По другим данным, останки Екатерины были перевезены в Суздаль и похоронены с северной стороны Покровского собора.
По родословной росписи показан бездетным.

## Критика
В апреле 1610 года его жену Екатерину Григорьевну обвиняли в отравлении князя Михаила Васильевича Скопина-Шуйского, совершённым якобы по наущению мужа. Считается, что Дмитрий Шуйский завидовал военным успехам и популярности освободителя Москвы Михаила Скопина-Шуйского, опасался молодого полководца, как возможного претендента на престол после бездетного брата, царя Василия Шуйского. Подтверждённых данных нет, но после смерти Скопина-Шуйского командование русской армией переходит именно к князю Дмитрию Ивановичу.
П. В. Долгоруков в «Российской родословной книге» показан сыном князя № 56 Ивана Петровича Шуйского (ум. 1587), что неверно. Отцом является князь № 52 Иван Андреевич Шуйский, который в этом же источнике показан бездетным.